# Pin parasol
Pinus pinea
Espèce
Classification phylogénétique
Statut de conservation UICN

 LC  : Préoccupation mineure
Le pin parasol ou pin pignon (Pinus pinea L.) est une espèce d'arbres conifères de la famille des Pinaceae. Présent dans le bassin méditerranéen, l'arbre, quand il est à maturité, est reconnaissable à son port caractéristique évoquant un parasol déployé (alors que son port est sphérique quand il est jeune). Sa graine, le pignon, est souvent utilisée en pâtisserie. L'arbre est parfois appelé pin d'Italie, ainsi que pin franc essentiellement en Gironde et Charente-Maritime.

## Description

### Appareil végétatif

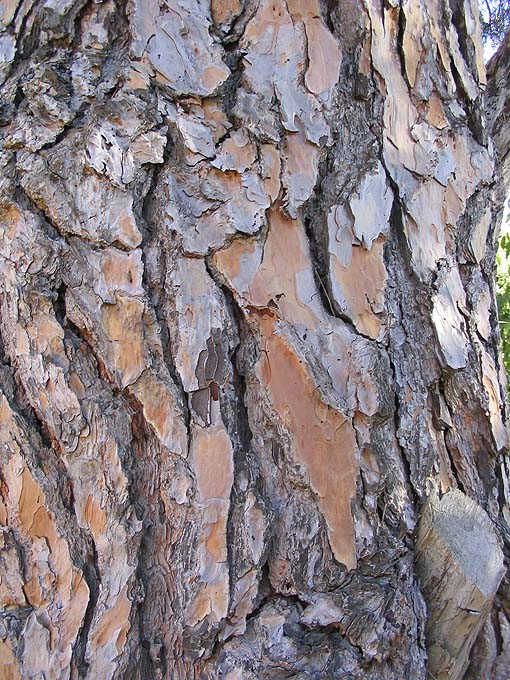
Écorce du pin parasol.

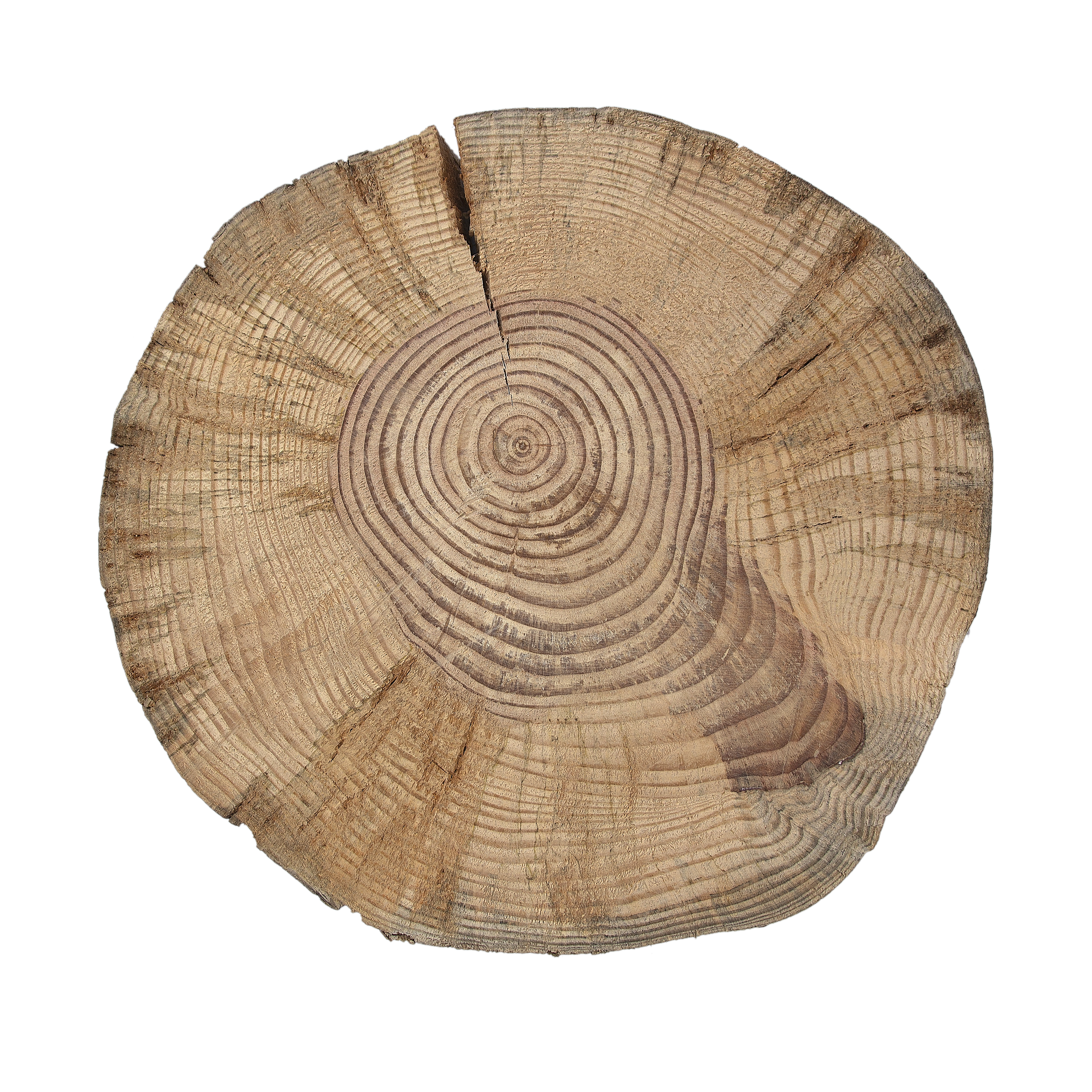
Pinus pinea - Muséum de Toulouse.

Le tronc, généralement unique, est parfois divisé à la base. L'arbre pousse en s'adaptant au terrain et en recherchant le soleil, ce qui donne fréquemment des troncs assez peu verticaux. Il dépasse rarement 30 mètres[réf. nécessaire] ; quand il est jeune, son port est sphérique, puis sa cime s'étale en parasol quand il prend de l'âge. L'écorce, très craquelée, est brun rougeâtre avec des nuances grises, puis se transforme en plaques de rhytidomes grisâtres caractéristiques quand le pin vieillit.
Les feuilles sont des aiguilles persistantes assez peu piquantes réunies par lots de deux (elles sont dites « géminées ») avec leurs bases enserrées dans une même gaine. Leur couleur est souvent légèrement glauque.
Sa longévité est estimée à 250 ans[réf. nécessaire].

### Appareil reproducteur
Comme tous les pins, c'est un arbre monoïque (cônes mâles et femelles différents et séparés, mais poussant sur la même plante). Les cônes mâles, brun orangé, ovoïdes, sont groupées à la base des jeunes pousses. Les cônes femelles, vert jaunâtre, sont solitaires et de petite taille avant fécondation.
Le pseudo-fruit, appelé pigne en français méridional (de pinha en occitan), est un cône qui, à maturité (trois ans en moyenne), est globuleux, de grande taille et pratiquement aussi large que long (environ 10 cm, parfois plus). Les écailles présentent côté extérieur un écusson doté d'une petite protubérance arrondie. Les écailles s'écartent pour libérer les pignons, ce qui désigne d'assez grosses graines à amande comestible.

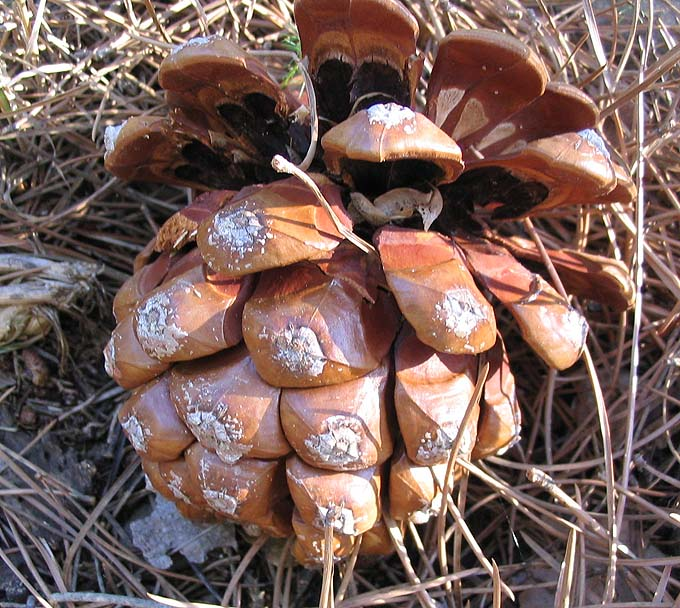
Cône femelle de pin parasol.
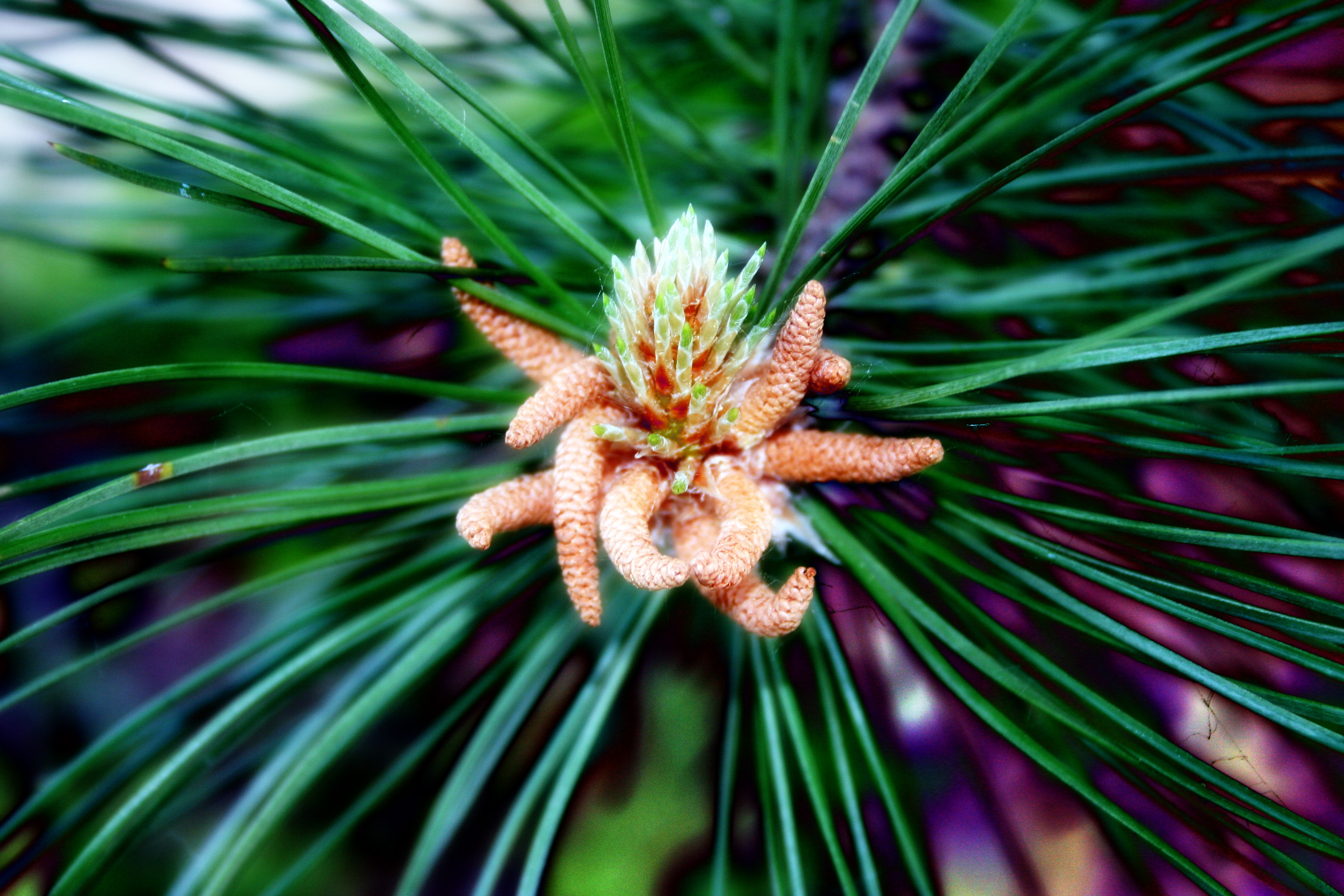
Cônes mâles de pin parasol.

## Habitat et distribution

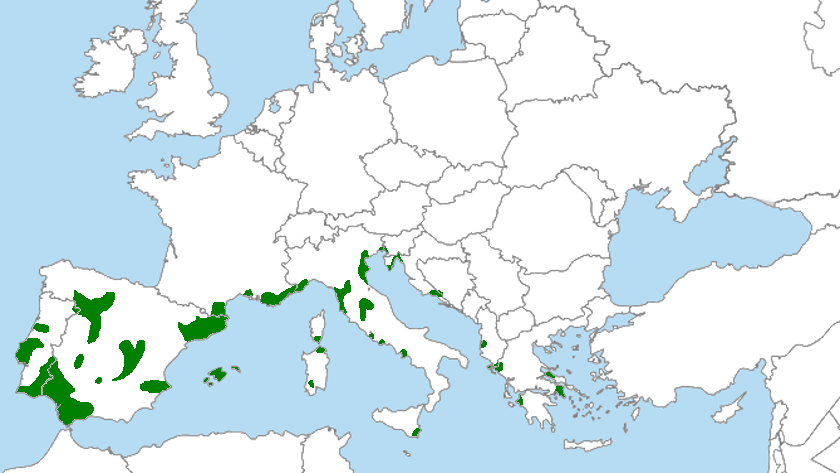
Distribution naturelle selon O. Polunin et M. Walters.

Cet arbre pousse dans les zones sclérophylles, essentiellement dans le Bassin méditerranéen-Macaronésie où il est souvent associé au chêne vert et au pin d'Alep. Il préfère les terrains secs, mais s'accommode très bien de sols profonds et frais. On l'utilise parfois pour assainir les zones marécageuses ou fixer les dunes. C'est ainsi qu'il a notamment colonisé le cordon dunaire du Littoral de Nouvelle-Aquitaine (golfe de Gascogne) et la forêt des Landes. Outre cette région, ainsi que le Midi-Méditerranéen (avec pour limite septentrionale le secteur de Lyon et la moitié-nord de la Corse relevant de son biome d'élection), il s'est acclimaté en France métropolitaine aux zones suivantes : Causse corrézien, Rhône (département), Val de Loire tourangeau, Sologne, Essonne (département),  Sillon lorrain (entre Nancy et Metz)  et nord de l'Alsace.

## Systématique

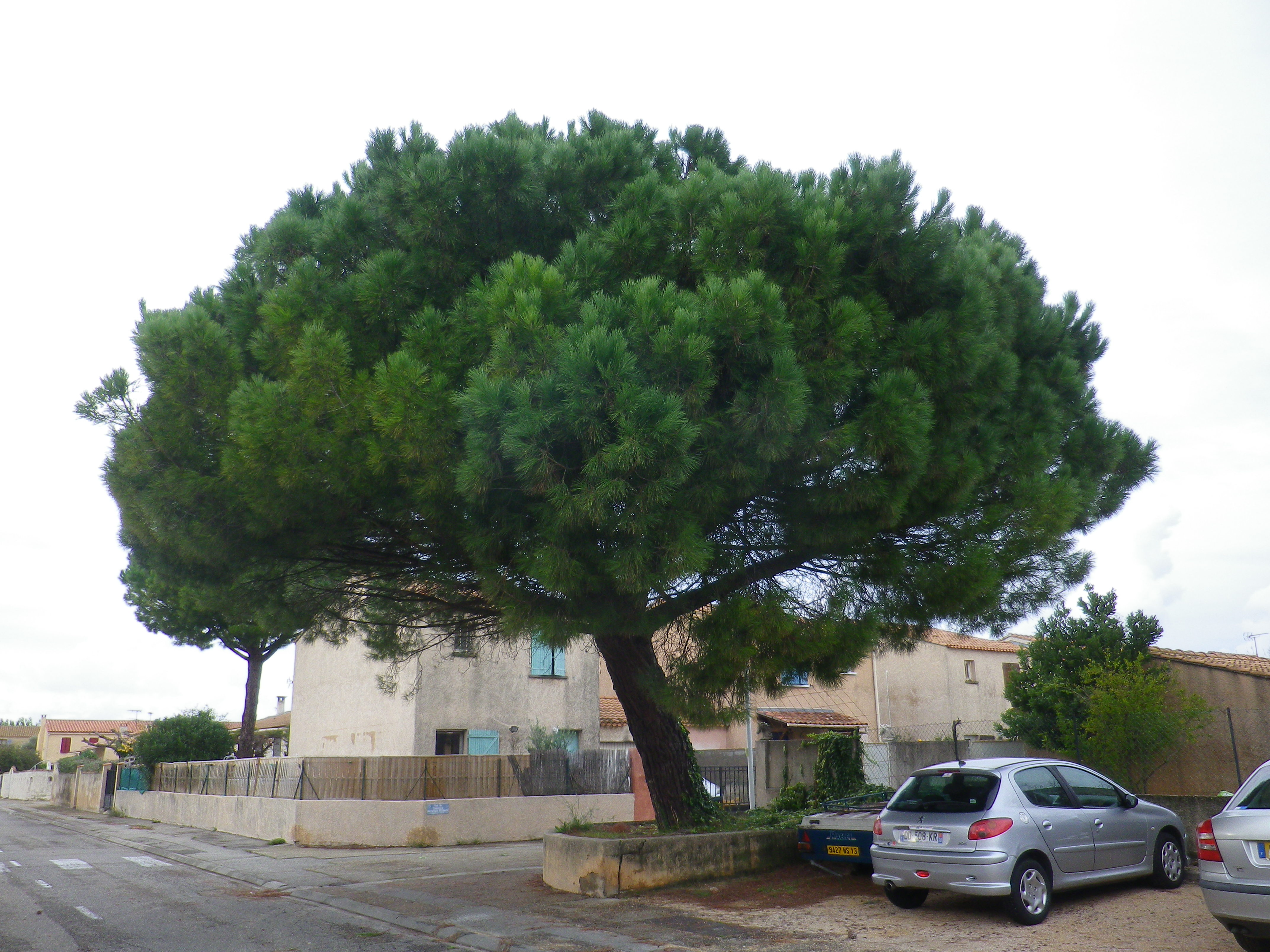
Jeune pin parasol dans une rue à Arles (quartier de Trinquetaille).

### Synonymie
- Pinus sativa

## Utilisation

### Bois
Le bois du pin parasol est léger et souple. On peut l'utiliser en menuiserie et pour les charpentes, notamment dans la construction maritime.

### Graines

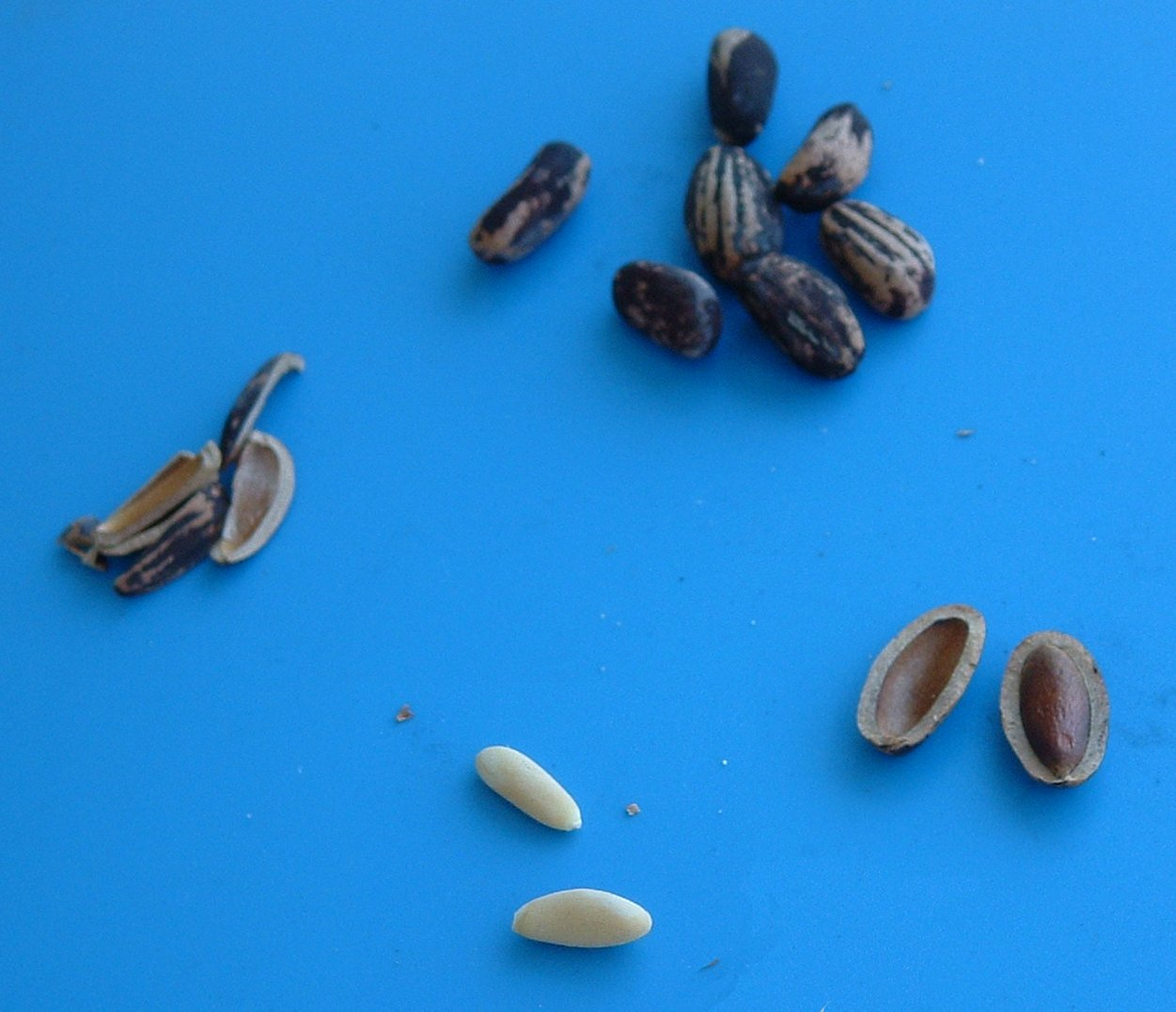
Pignons entiers, décortiqués et débarrassés de leur enveloppe.

Les pignons sont utilisés en pâtisserie, en garniture de salades, ou encore dans des plats en sauce de type tajine mélangeant sucré et salé. Le pignon entre dans de nombreuses recettes méditerranéennes. En Syrie et en Tunisie, il est courant d'en mettre dans le thé à la menthe. Il avait autrefois la réputation d'être aphrodisiaque.

#### Production
L'Espagne est le premier producteur mondial de pignons. La Turquie est également un producteur important, ainsi que la Chine, mais pour ce dernier pays il s'agit des graines du pin blanc de Corée (Pinus koraiensis).

### Urbanisme

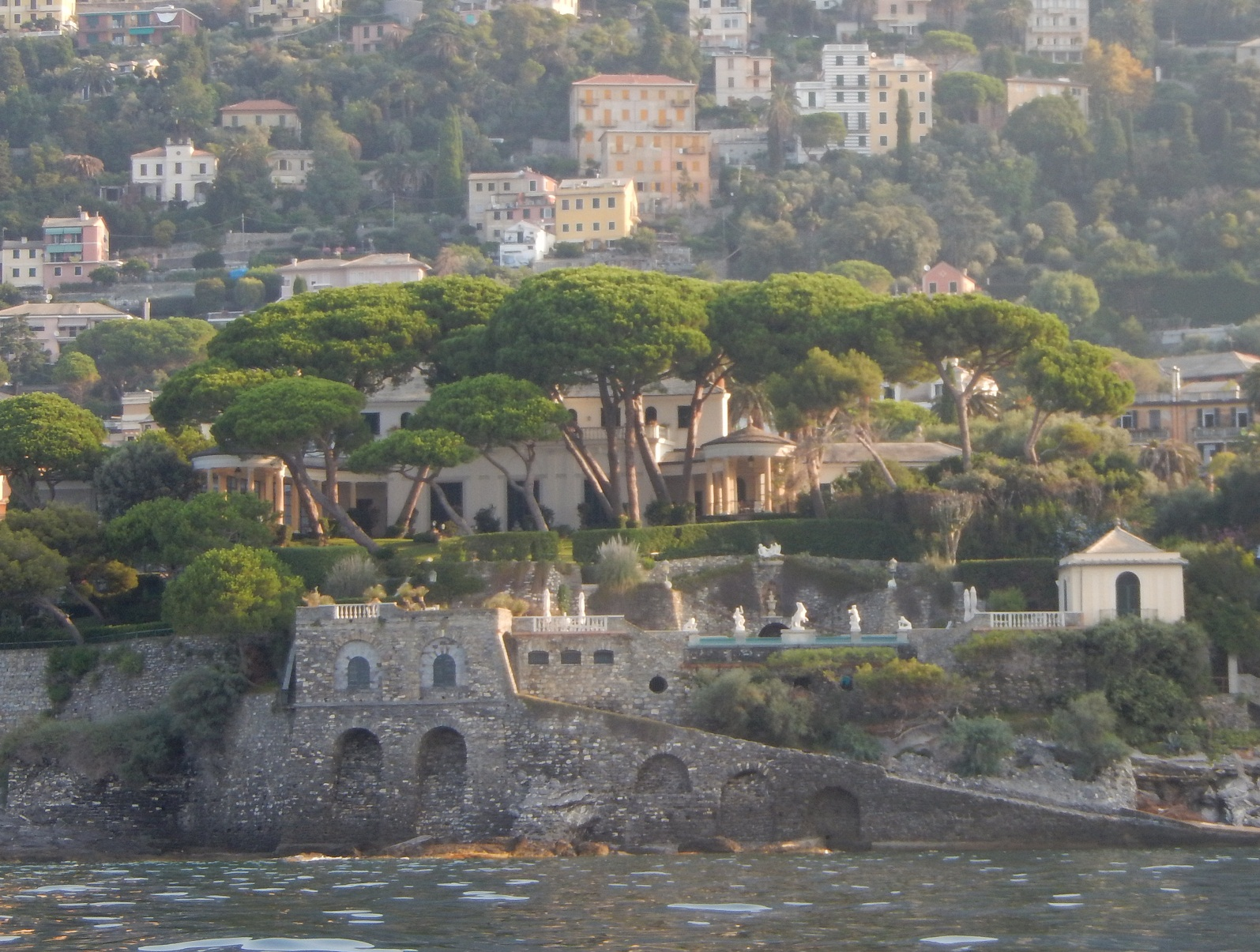
Pins parasols plantés devant la façade sud de la Villa Necchi, Nervi près de Gênes, Italie.

Dans les pays de la Méditerranée les pins parasols servent souvent à ombrager des bâtiments ou places publiques afin de les protéger du soleil et rendre les températures plus agréables en été. En hiver, le soleil étant plus bas, les façades ou places restent chauffées par le soleil. 

## Maladies
Une cochenille originaire d'Amérique et importée accidentellement en 2014 décime les populations de pin parasol de Rome et ses environs.

## Le pin parasol dans la culture

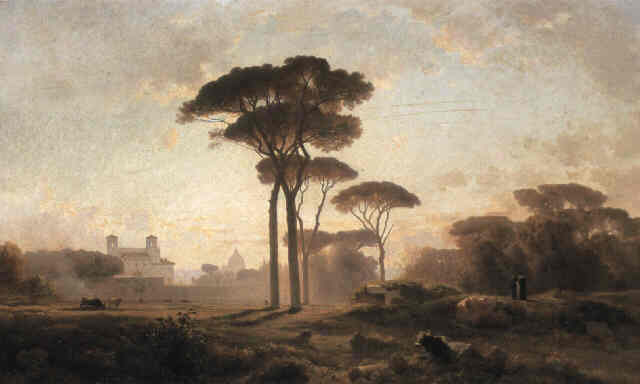
Villa Medici, Rome : tableau réalisé par Jean-Achille Benouville en 1864, qui met les pins parasols en vedette.

Dans les Landes de Gascogne et le sud des Charentes, le pin parasol planté à proximité de l'habitation est symbole de propriété. C'est en particulier le cas des  maisons capcazalières en Chalosse.
En Poitou et Aunis, après la révocation de l'édit de Nantes, la présence d'un pin parasol signalait un foyer protestant,,. Au cimetière, dans le Sud-Ouest et le Languedoc, il pouvait marquer la présence de tombes protestantes[réf. nécessaire].
Le chanteur Georges Brassens « voulait » être enterré à Sète sur la plage de la Corniche sous un pin parasol. Il le mentionne dans la chanson Supplique pour être enterré à la plage de Sète. Georges repose au cimetière Le Py à Sète (au « cimetière des pauvres », comme on le dit ici). Un pin parasol a été planté derrière sa sépulture, entre deux cyprès pour le 15e anniversaire de sa mort. Au pied de l’arbre, une œuvre scellée du peintre sétois Pierre François, sur laquelle on peut lire un extrait de la fameuse « Supplique... » : « Est-ce trop demander sur mon petit lopin. Plantez je vous en prie une espèce de pin. Pin parasol de préférence... ».
Le pin de Bertaud a été un pin parasol remarquable, reproduit en peinture par Paul Signac ou André Quellier et apparaissant sous la plume de Jean Aicard dans Maurin des Maures.